# Księstwo Rzymu
Księstwo Rzymu (łac. Ducatus Romanus) było księstwem w Egzarchacie Rawenny, prowincji Cesarstwa Bizantyńskiego.

## Historia
Nie jest pewne, kiedy dokładnie powstało Księstwo Rzymu, ale najprawdopodobniej było to pod koniec VII wieku, biorąc pod uwagę brak wcześniejszych wzmianek o takim terytorium. Książę Rzymu był podporządkowany egzarsze Rawenny, który dzierżył najwyższą władzę cesarską we Włoszech. W ramach egzarchatu, dwoma głównymi dystryktami był kraj wokół Rawenny, gdzie egzarcha był ośrodkiem bizantyńskiego oporu wobec Longobardom, oraz Księstwo Rzymskie, które obejmowało ziemie południowej Etrurii na północ od Tybru i Lacjum na południu jako aż do Garigliano (z wyjątkiem Casinum i Akwinu).

### Upadek egzarchatu – Donacja Pepina
W 751 roku Egzarchat Rawenny padł ofiarą Longobardów pod wodzą króla Aistulfa. Rzym pod rządami papieża Stefana II podjął próbę negocjacji dyplomatycznych z Aistulfem, a po ich niepowodzeniu nakłonił króla Franków Pepina Krótkiego do interwencji. Pepin pokonał Longobardów w 756 roku i przekazał papiestwu ziemie Księstwa Rzymskiego, a także dawne posiadłości lombardzkie w tak zwanej Darowiźnie Pepina. Dało to faktyczny początek Państwu Kościelnemu.